# 百年寒冬

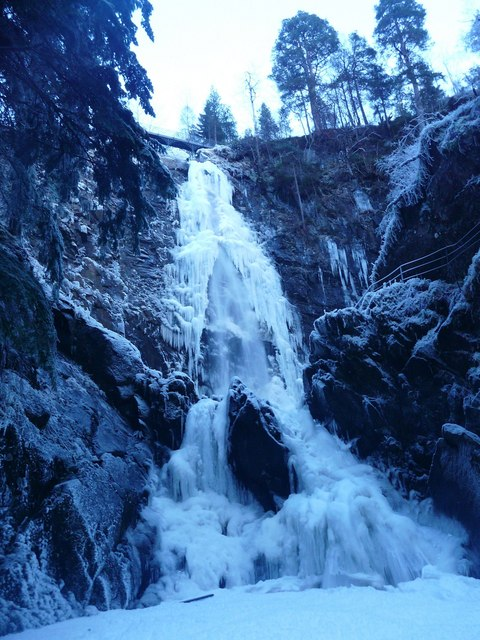
白女巫下咒使納尼亞世界陷入寒冬之中整整一百年。圖為2005年電影《納尼亞傳奇：獅子·女巫·魔衣櫥》的取景地點。

百年寒冬（英語：Hundred-Year Winter）是英國作家C·S·路易斯所創造納尼亞宇宙中的一段虛構時間，它發生在納尼亞紀元第900-1000年之間。白女巫賈迪絲下了咒語讓整個納尼亞一直停留在寒冬，且耶誕節永遠不會到來。但後來在獅王亞斯藍回歸之後，白女巫的力量開始減弱，導致耶誕老人出現及春季的到來。亞斯藍還引導了彼得、蘇珊、愛德蒙和露西這四名人類小孩去完成四王座的預言（「當兩個亞當之子和兩個夏娃之女坐上凱爾帕拉瓦宮的四個王位，白女巫的統治將會結束」），這將終結白女巫的計劃和她的統治，並且無盡的冬季將會結束（百年寒冬的最後幾日在小說《獅子·女巫·魔衣櫥》中有詳細敘述）。
百年寒冬的設定與北歐神話裡的芬布爾之冬有著相似之處，且也可能為喬治·R·R·馬丁的小說《冰與火之歌》中漫長的冬季提供了靈感。